# Woodmont
Woodmont is een plaats (borough) in de Amerikaanse staat Connecticut, en valt bestuurlijk gezien onder New Haven County.

## Demografie
Bij de volkstelling in 2000 werd het aantal inwoners vastgesteld op 1711.
In 2006 is het aantal inwoners door het United States Census Bureau geschat op 1759, een stijging van 48 (2.8%).

## Geografie
Volgens het United States Census Bureau beslaat de plaats een oppervlakte van
2,5 km², waarvan 0,7 km² land en 1,8 km² water. Woodmont ligt op ongeveer 7 m boven zeeniveau.

## Plaatsen in de nabije omgeving
De onderstaande figuur toont nabijgelegen 'incorporated' en 'census-designated' plaatsen in een straal van 16 km rond Woodmont.